# Kumano (Hiroshima)
Kumano (熊野町 Kumano-chō?) es un pueblo localizado en la prefectura de Hiroshima, Japón. En junio de 2019 tenía una población estimada de 23.081 habitantes y una densidad de población de 684 personas por km². Su área total es de 33,76 km².

## Geografía

### Localidades circundantes
- Prefectura de Hiroshima
  - Higashihiroshima
  - Hiroshima
  - Kaita
  - Kure

## Demografía
Según los datos del censo japonés, esta es la población de Kumano en los últimos años.
| Año del censo | Población |
| ------------- | --------- |
| 1995          | 24.953    |
| 2000          | 25.392    |
| 2005          | 25.103    |
| 2010          | 24.533    |
| 2015          | 23.755    |